# Muscat de Beaumes-de-Venise

Eine Übersicht der einzelnen Appellationen des Weinbaugebiets Rhône. Zoom A zeigt die südlich gelegenen Appellationen bei Avignon und Zoom B stellt die nahe Lyon gelegenen Weinbaugebiete dar. Beaumes-de-Venises ist in Zoom A dargestellt.

Muscat de Beaumes-de-Venise ist ein französischer Likörwein, der zur Familie der Vin Doux Naturel gehört. In den Gemeinden Beaumes-de-Venise und Aubignan wird ein süßer Muscat-Wein erzeugt. Das Gebiet liegt innerhalb der Herkunftsbezeichnung Rhône nördlich von Carpentras im Département Vaucluse.
Die Rebflächen liegen auf einer Höhe von 220 bis 300 m ü. NN am Fuße der Dentelles de Montmirail.

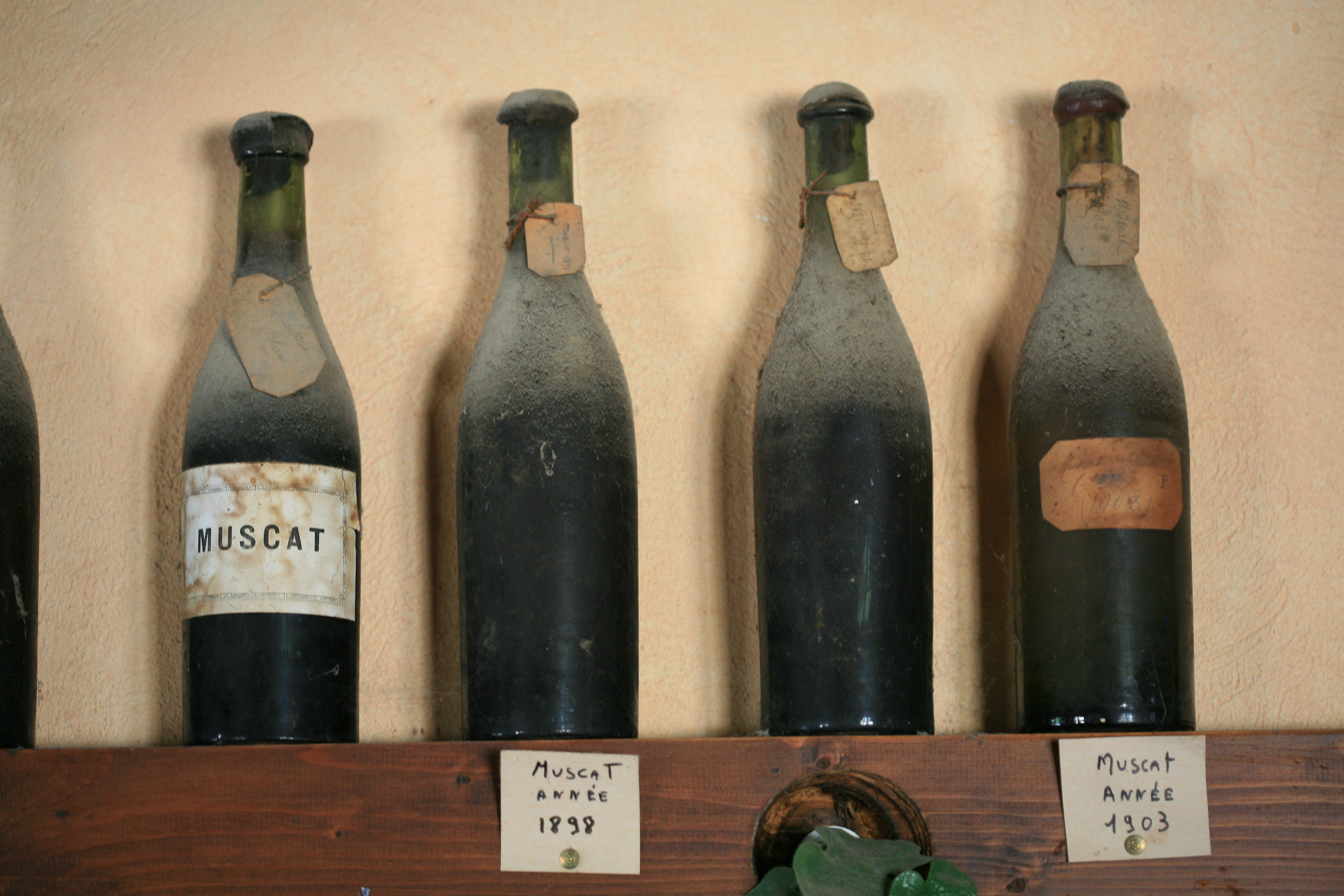
Alte Jahrgänge des Muscat de Beaumes-de-Venise

Die Vorschrift verlangt, dass der Most mindestens 252 g Zucker pro Liter enthält (siehe Mostgewicht), was bereits einem Ausleseniveau entspricht. Seine alkoholische Gärung wird durch den Zusatz von 95%igem Weingeist abgestoppt. Dabei müssen mindestens 110 g unvergorener Zucker pro Liter im Wein verbleiben. Der gesetzliche Basisertrag liegt mit 30 hl/ha sehr niedrig. Diese Regel wurde seit dem Jahrgang 1993 jedoch häufig verletzt, so dass der Ertrag  eher bei 30 bis 32 hl/ha liegt.
Der Muscat de Beaumes-de-Venise besitzt bereits seit dem 10. Juni 1945 seine eigene Appellation d’Origine Contrôlée (kurz AOC), für den seit 1956 ausschließlich die Muskateller-Rebsorte Muscat blanc à petits grains zugelassen ist. Als das Gebiet im Jahr 1945 den Status einer Appellation erhielt, gab es nur noch einen Winzer, der sich für das Produkt interessierte. Im ersten Jahr wurden nur 55 hl Wein auf einer Fläche von 3 Hektar erzeugt.
Im Jahr 2005 wurden auf 503 Hektar Fläche ca. 12.300 Hektoliter Wein erzeugt. Mehr als 130 Winzer sind der lokalen Winzergenossenschaft angeschlossen. Daneben vermarkten elf Winzer ihre Produkte selbst.